# Carcinoma ductal infiltrante
El carcinoma ductal infiltrante (CDI), también conocido como carcinoma invasivo de ningún tipo especial y anteriormente conocido como carcinoma ductal invasivo no especificado, es la forma más frecuente de cáncer de mama invasiva constituyendo un 80% de todos los casos y se caracteriza por ser una masa o tumoración con límites no bien delimitados. En la mamografía aparece con bordes mal constituidos con trabéculas y tejido graso con áreas de necrosis y hemorragia que pueden aparecer como calcificaciones. En el examen físico, la tumoración tiene una constitución más rígida o firme que las lesiones benignas del seno. Bajo el microscopio, las células cancerosas invaden y reemplazan los tejidos circundantes normales.
En este grupo se encuentran: el carcinoma pleomórfico, el carcinoma con células gigantes estromales similares a los osteoclastos, el carcinoma con características coriocarcinomatosas y el carcinoma con características melánicas. Es un diagnóstico de exclusión, lo que significa que para hacer el diagnóstico hay que descartar todos los demás tipos específicos.

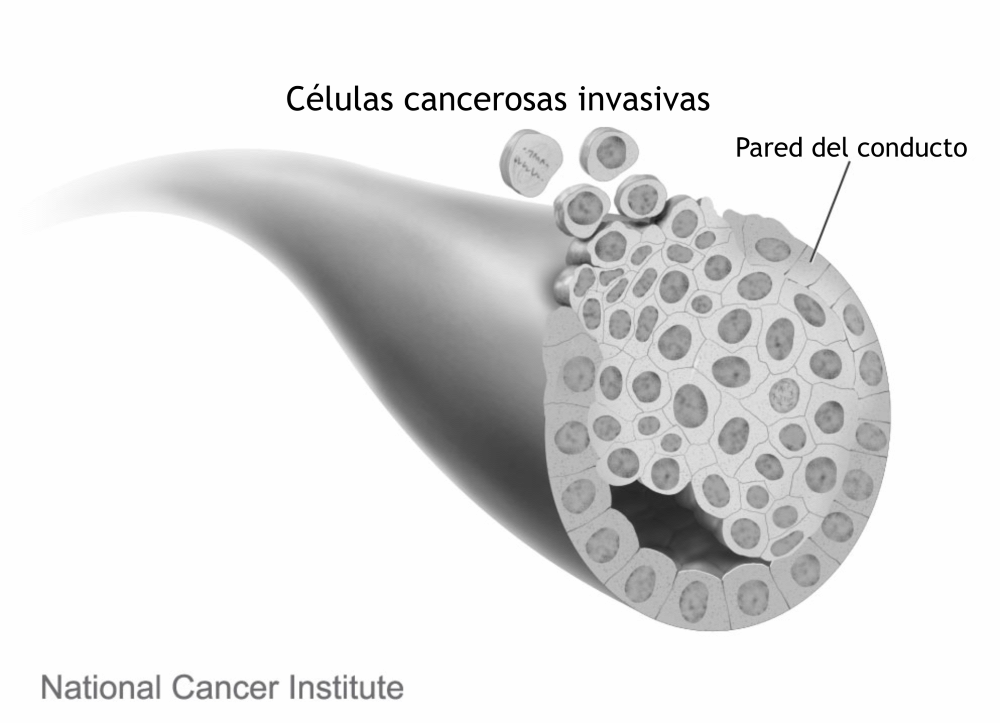
Células de cáncer de mama invasivo creciendo a través de la pared de un conducto mamario.

## Clasificación
El carcinoma invasivo sin tipo especial es la forma más común de cáncer de mama invasivo. Representa el 55% de la incidencia de cáncer de mama en el momento del diagnóstico, según las estadísticas de los Estados Unidos en 2004. En una mamografía, se suele visualizar como una masa con finos picos que irradian desde los bordes. En el examen físico, esta masa suele sentirse mucho más dura o firme que las lesiones benignas de la mama, como el fibroadenoma. En el examen microscópico, las células cancerosas invaden y reemplazan los tejidos normales circundantes. El carcinoma ductal invasivo se divide en varios subtipos histológicos. 

## Signos y síntomas
En muchos casos, el carcinoma ductal es asintomático, y se detecta como resultados anormales en la mamografía. Cuando se presentan los síntomas, se puede sentir una masa indolora y creciente que no fluctúa con el período menstrual : 274–275 También se puede observar una sensación de ardor en la piel de la parte superior. Ciertos subtipos, como los carcinomas inflamatorios, pueden producir hinchazón en el pecho, agrandamiento del pecho y notarlo más sensible. Todas las variantes de cáncer, si hay propagación metastásica, pueden causar el agrandamiento de los ganglios linfáticos y afectar a otros órganos. : 746–747 

## Causas
El cáncer puede formarse a partir de una lesión precancerosa llamada carcinoma ductal in situ

## Diagnóstico

### El tamaño del tumor
Es poco probable que los tumores de menos de 1 cm de diámetro se extiendan sistémicamente. Los tumores se clasifican según el tamaño.
| Diámetro                                         | Número de estadificación del tamaño del tumor |
| ------------------------------------------------ | --------------------------------------------- |
| 0–5 mm                                           | T1a                                           |
| 5–10 mm                                          | T1b                                           |
| 10–20 mm                                         | T1c                                           |
| 20-50mm                                          | T2                                            |
| >50 mm                                           | T3                                            |
| El tumor afecta a la piel o a la pared del pecho | T4                                            |

### Afectación de los ganglios linfáticos
La ausencia de células cancerígenas en los nódulos linfáticos es un buen indicio de que el cáncer no se ha extendido sistemáticamente. La presencia de cáncer en los nódulos linfáticos indica que el cáncer puede haberse extendido. En los estudios, algunas mujeres que tenían presencia de cáncer en los nódulos linfáticos no fueron tratadas con quimioterapia y aun así no tuvieron una propagación sistémica. Por lo tanto, el que los ganglios estén afectados no es una seguridad de que la enfermedad se vaya a diseminar.
| Estado de los ganglios linfáticos        | Grado de afectación ganglionar |
| ---------------------------------------- | ------------------------------ |
| No hay ganglios afectados                | N0                             |
| Ganglio o ganglios afectados             | N1                             |
| Ganglios afectados que se fijan entre sí | N2                             |

### Representación clínica
El tamaño del tumor y el grado de afectación de los ganglios pueden combinarse en un único número de representación clínica.
| Tamaño del tumor | Etapa de afectación de los ganglios | Etapa clínica |
| ---------------- | ----------------------------------- | ------------- |
| T1               | N0                                  | I             |
| T1               | N1                                  | IIA           |
| T2               | N0                                  | IIA           |
| T2               | N1                                  | IIB           |
| T3               | N0                                  | IIB           |
| T1-T2            | N2                                  | IIIA          |
| T3               | N1                                  | IIIA          |
| T3               | N2                                  | IIIA          |
| T4               | N0-N2                               | IIIB          |

## Clasificación
La aparición de células cancerígenas bajo el microscopio es otro predictor de la propagación sistémica. Cuanto más diferente sea el aspecto de las células cancerosas en comparación con las células de los conductos normales, mayor será el riesgo de propagación sistémica. Hay tres características que diferencian a las células cancerosas de las células normales.
- Tendencia a formar estructuras tubulares
- El tamaño, la forma y la intensidad de las manchas nucleares
- Tasa mitótica - Tasa de división celular

El aspecto histológico de las células cancerosas puede ser puntuado en estos tres parámetros en una escala del uno al tres. La suma de estos grados es un número entre 3 y 9. La puntuación se llama Grado de Bloom Richardson (BR) y se expresa [suma de los grados]/9. Por ejemplo, las células que tuvieran una calificación de 2 en los tres parámetros resultarían en una puntuación BR de 6/9.
Una puntuación de 5 y menos se considera baja. 6 a 7 se considera Intermedia. 8 a 9 se considera Alta.

### Invasión vascular
La presencia de células cancerígenas en los pequeños vasos sanguíneos se llama invasión vascular. La presencia de invasión vascular aumenta la probabilidad de propagación sistémica.

### Análisis de ADN
El análisis de ADN indica la cantidad de ADN contenido en las células cancerosas y la rapidez con la que crece el cáncer.
Las células con una cantidad normal de ADN se llaman diploides. Las células con demasiado o muy poco ADN se llaman aneuploides. Las células aneuploides son más propensas a propagarse que las células diploides.
Las pruebas de ADN indican la tasa de crecimiento del tumor determinando el número de células en la fase sintética (Fase S). Una Fase S > 10% significa una mayor probabilidad de propagación.
Los resultados de las pruebas de ADN se consideran menos fiables para predecir la propagación que el tamaño, la histología y la implicación de los ganglios linfáticos.

## Pronóstico
La expectativa de vida de pacientes con CDI depende en parte del subtipo histológico de cada caso. Los carcinomas mucinosos, papilares, cribriformes y tubulares tienen una sobrevida más extensa y las recurrencias son mucho menos frecuentes. En los casos de CDI indeterminados o no especificados, la sobrevida es intermedia. Finalmente, las formas menos frecuentes del cáncer de mama ductal, como el sarcomatoide o el carcinoma inflamatorio, tienen pronósticos pobres.
En la revisión física suele manifestarse con presencia de zonas duras que histológicamente son calcificaciones y es muy frecuente encontrarlo en el cuadrante inferior externo.
Otros factores predisponentes sobre el pronóstico del CDI son el estadio del cáncer al momento del diagnóstico, la expresión de receptores hormonales y la presencia de oncogenes como el HER2/neu.
los  cánceres mamarios, se pueden identificar en la mamografía por una apariencia física puntuforme, espiculada como la concha del cangrejo en vista superior, en un alto porcentaje normalmente retraen el pezón.
En general, la tasa de supervivencia a cinco años del carcinoma ductal invasivo fue de aproximadamente el 85% en 2003.

## Tratamiento
El tratamiento del CDI por lo general comienza con la extirpación de la masa principal del tumor y el tomar muestras de los ganglios linfáticos. Después del análisis de estos tejidos extraídos se puede determinar el diagnóstico y el estadio del carcinoma. La terapia suele ser adyuvante con una combinación de quimioterapia, radioterapia, y terapia hormonal como el tamoxifeno. Ocasionalmente se requerirá de más operaciones para extirpar mayor cantidad del tumor inicial o eliminar recurrencias.
El tratamiento y las opciones disponibles dependen del estado de salud del paciente, su edad y otros factores, puesto que no todos los pacientes son tratados de la misma planificación.